# Jelle Bataille
Jelle Bataille (20 maggio 1999) è un calciatore belga, centrocampista dell'Anversa.

## Caratteristiche tecniche
È un esterno destro.

## Carriera

### Club
Cresciuto nel settore giovanile dell'Ostenda, ha esordito in prima squadra il 2 aprile 2018 in occasione dell'incontro di Pro League pareggiato 3-3 contro l'Anversa.

### Nazionale
Ha giocato nella nazionale belga Under-19.

## Statistiche
Statistiche aggiornate al 29 luglio 2019.

### Presenze e reti nei club
| Stagione        | Squadra         | Campionato      | Campionato | Campionato | Coppe nazionali | Coppe nazionali | Coppe nazionali | Coppe continentali | Coppe continentali | Coppe continentali | Altre coppe | Altre coppe | Altre coppe | Totale | Totale | Totale |
| Stagione        | Squadra         | Comp            | Pres       | Reti       | Comp            | Pres            | Reti            | Comp               | Pres               | Reti               | Comp        | Pres        | Reti        | Pres   | Reti   |        |
| --------------- | --------------- | --------------- | ---------- | ---------- | --------------- | --------------- | --------------- | ------------------ | ------------------ | ------------------ | ----------- | ----------- | ----------- | ------ | ------ | ------ |
| 2017-2018       | Ostenda         | D1              | 0+7        | 1          | CB              | 0               | 0               | UEL                | 0                  | 0                  |             | -           | -           | 7      | 1      |        |
| 2018-2019       | Ostenda         | D1              | 11+7       | 0          | CB              | 3               | 0               |                    | -                  | -                  |             | -           | -           | 21     | 0      |        |
| Totale carriera | Totale carriera | Totale carriera | 25         | 1          |                 | 3               | 0               |                    | 0                  | 0                  |             | -           | -           | 28     | 1      |        |

## Palmarès

### Club

#### Competizioni nazionali
- Coppa del Belgio: 1

Anversa: 2022-2023
- Campionato belga: 1

Anversa: 2022-2023
- Supercoppa del Belgio: 1

Anversa: 2023